# Ganggrab von Bigum

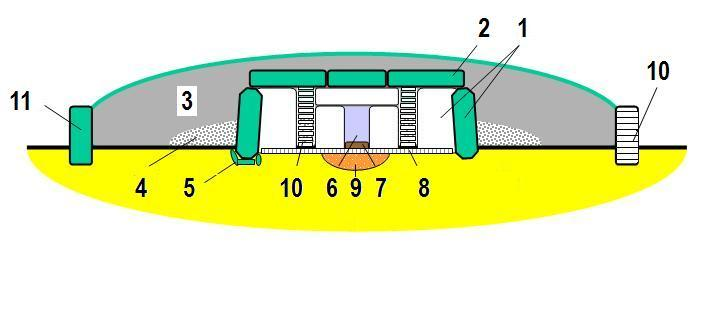
Schema Ganggrab (Querschnitt) 1= Trag-, 2= Deckstein, 3= Erdhügel, 4= Dichtung, 5= Verkeilsteine, 6= Zugang, 7= Schwellenstein. 8= Bodenplatten, 9= Unterbodendepots, 10= Zwischenmauerwerk 11= Randsteine

Das Ganggrab von Bigum liegt nördlich von Viborg, vom Dorf Bigum und vom Tjele Langsø (See) sowie westlich von Lindum in Mitteljütland in einem hohen Rundhügel. Es wurde 1914 ausgegraben und 1960 und 1990 restauriert. Das Ganggrab (dänisch Jættestue) aus der Vorzeit ist eine Megalithanlage der Trichterbecherkultur (TBK). Es entstand zwischen 3500 und 2800 v. Chr. Das Ganggrab ist eine Bauform jungsteinzeitlicher Megalithanlagen, die aus einer Kammer und einem baulich abgesetzten, lateralen Gang besteht. Diese Form ist primär in Dänemark, Deutschland und Skandinavien, sowie vereinzelt in Frankreich und den Niederlanden zu finden. Neolithische Monumente sind Ausdruck der Kultur und Ideologie neolithischer Gesellschaften. Ihre Entstehung und Funktion gelten als Kennzeichen der sozialen Entwicklung.

## Beschreibung
Der sehr schmale Gang ist 4,0 m lang und besteht aus acht Tragsteinen, aber nur einer der Decksteine ist erhalten. Die etwa 4,0 m lange und über 2,0 m breite ovale Kammer hat zehn Trag- und drei Decksteine. Der mittlere ist besonders groß. Der e´3,4 m hohe Rundhügel mit einem Durchmesser von 22,0 bis 25,0 m hatte zunächst eine hohe Randsteineinfassung mit waagerechten Überliegern und Trockenmauerwerk zwischen den Orthostaten. In der Bronzezeit vergrößerte man den Hügel, passte seine Silhouette der Hügel der Bronzezeit an und vermittelte dem Betrachter bis zur Auffindung der Kammer, dass es sich um einen der Hügel aus dieser Zeit handelt. Außerdem setzte man einen neuen Ring kleinerer Randsteine. Unter diesen befand sich ein Schalenstein mit 15 Schälchen und einigen Ritzungen, der heute im Nationalmuseum in Kopenhagen steht. 
Die Funde aus der zweiperiodischen Nutzung der Kammer bestanden aus einer unteren Schicht aufgelöster Knochen und 75 Bernsteinperlen. Darüber lag eine dicke Sand-Erdeschicht, auf der Skelettmaterial und acht Feuersteindolche gefunden wurden. Während der Bronzezeit sind dann im Hügel Urnenbestattungen erfolgt. Da der Erdhügel noch nicht untersucht wurde, ist vorerst nur eine Urne mit Leichenbrand und Bronzeschmuck geborgen worden.